# 青海理工学院
青海理工学院是中华人民共和国青海省的一所全日制公办大学，2019年开始筹建，2024年5月30日教育部发布《关于同意设置青海理工学院的函》，经教育部党组会议研究决定，同意设置青海理工学院。
学校位于青海省西宁市城北区，校园占地总面积1641.48亩，建筑总面积34.53万㎡，2023年9月建成并投入使用。购置纸质图书51.89万册、电子图书数据库10个。 